# Armoriale delle famiglie italiane (To)
Questo è l'armoriale delle famiglie italiane il cui cognome inizia con le lettere To.

## Armi

### Tob
| Stemma | Casato e blasonatura |
| ------ | --- |
|        | Tobler (Livorno) Di rosso, al palo d'oro accostato a destra da un pesce guizzante in palo d'argento, e a sinistra da un grappolo d'uva al naturale, picciolato e pampinato dello stesso; il tutto abbassato sotto il capo d'argento bordato d'oro e caricato di un ramoscello di quercia al naturale (citato in ASFI) |
|        | Tobler (Livorno) fascia palo di oro su troncato di argento e di rosso - ramo di quercia di verde fruttato di oro uscente dalla fascia sull'argento - pesce di argento posto in banda e rivolto su rosso - tralcio di vite fruttato di un pezzo al naturale posto in sbarra sul rosso (citato in LEOM) Troncato semipartito da una fascia palo d'oro: nel 1° d'argento, a un ramoscello di quercia fogliato di verde e fruttato d'oro, nascente dalla fascia; nel 2° di rosso, al pesce di argento, posto in banda, rivolto; nel 3° di rosso, a un grappolo d'uva al naturale, gambuto e fogliato di verde, posto in sbarra. (citato in Enciclopedia Storico-Nobiliare Italiana, vol. VI, p. 608) |

| Stemma | Casato e blasonatura |
| ------ | --- |
|        | Toccafondi (Livorno) D'azzurro, al mare al naturale e all'ancora a due bracci attraversante in palo dello stesso, accollata da un delfino d'argento (citato in ASFI) |
|        | Tocchi (Cesena) (la blasonatura non è stata ancora caricata) (citato in BLCW) |
|        | Tocco o Di Tocco o De Tocco di Montemiletto o Tocco delle Onde o Tocco delle Bande, o Tocco Cantelmo Stuart (Napoli, Tropea, Catanzaro, Messina) Titolo: duca, marchese, conte, principe di Montemiletto, di Acaia, e di Etolia, grandi di Spagna di prima classe / patrizi di Tropea d'argento a tre fasce d'azzurro (citato in PRTS) alias d'argento a quattro fasce increspate d'azzurro (citato in PRTS) d'argento a quattro fasce increspate d'azzurro (citato in Mango) Cimiero: il Pegaso alato Motto: Si qua fata sinant                                                                         |
|        | Tocco (Tropea) 4 fasce doppiodentellate di azzurro su argento (citato in LEOM) |
|        | Tocco (Tropea) d'argento a quattro fasce ondate acute d'azzurro. Il capo interzato in palo: il 1º dell'impero di Bisanzio; il 2º di Gerusalemme e il 3º di Angiò (citato in BLCL) d'argento a quattro (secondo altri tre) fasce increspate d'azzurro ad onde acute, il capo partito perpendicolare, nel primo di rosso con l'aquila di oro spiegata coronara del medesimo armata di nero, nel secondo la croce di Gerusalemme, nel terzo di azzurro a sei gigli di oro posti due due due sormontati dal labello di rosso a tre pendenti (citato in BLCL) Immagine e notizie storiche in Tropea Magazine. |
|        | Tocco (Tropea) (LA) crucem Hierosolimitanam, Aquilam nigram in campo argenteo, Rastrum et sex lilia, undasque ceruleas (citato in BLCL) Immagine e notizie storiche in Tropea Magazine. |
|        | Tocco (Sicilia) Titolo: barone di Imbrici; conte di Montesarchio; principe di Montemiletto d'azzurro, con quattro fasce ondate d'argento (citato in NBSC) Corona di barone (Cenno storico in Famiglie nobili di Sicilia (archiviato dall'url originale il 12 maggio 2009).) |
|        | Tocco Castiglione (Abruzzo) (la blasonatura non è stata ancora caricata) (citato in DAlena) |
|        | Toccolo (Verona) fascia di argento su troncato di azzurro e di verde - 3 stelle (6 raggi) di oro poste 1,2 sull'azzurro - 2 bande di rosso sul verde (citato in LEOM) |

### Tod
| Stemma | Casato e blasonatura |
| ------ | --- |
|        | Todaro (Trapani, Palermo) Titolo: barone della Galia d'azzurro all'aquila coronata d'oro, tenente nel rostro un ramoscello di olivo al naturale, sormontata da tre stelle d'oro in fascia (citato in PRTS) d'azzurro, con un'aquila spiegata e coronata d'oro, portante in bocca un ramoscello d'ulivo al naturale, accompagnata nel capo da tre stelle d'oro (citato in NBSC) aquila coronata di oro tenente nel becco un ramoscello di olivo al naturale sormontata da - 3 stelle (6 raggi) di oro poste in fascia tutto su azzurro (citato in LEOM) Elmo e corona di baronbe (Cenno storico in Famiglie nobili di Sicilia (archiviato dall'url originale il 12 maggio 2009).) Ulteriore ragguaglio storico in Famiglie nobili di Sicilia (archiviato dall'url originale il 12 maggio 2009). |
|        | Todeschi (Rovereto, Mori) aquila di nero su oro - albero di frassino di verde nodrito su terrazzo dello stesso uscente dalle partizioni su troncato di argento e di rosso (citato in LEOM) |
|        | Todeschini (Padova) aquila di nero rivolta su argento - compasso aperto le punte al basso accompagnato da - 3 stelle (7 raggi) poste 2,1 tutto di oro su azzurro (citato in LEOM) |
|        | Todini (Massa Marittima) Scaccato d'argento e di rosso (citato in ASFI) |
|        | Todon o Todone (Nizza) Troncato, al 1° d'azzurro, al bisante di argento, accompagnato ai fianchi da due stelle (7), d'oro, al 2° fasciato d'oro e d'azzurro, l'ultima fascia azzurra carica di una stella (8), d'oro (citato in SUBL) |
|        | Todon o Todone (Nizza) D'azzurro, alla torre d'argento, accompagnata in capo da un leone d'oro, illeopardito, in punta da due grappoli d'uva, d'argento alias Troncato di rosso e d'argento, ciascun punto a tre bisanti e tre tortelli, ordinati in fascia, dell'uno nell'altro (citato in SUBL) |

### Toe
| Stemma | Casato e blasonatura |
| ------ | --- |
|        | Toesca e Toesca Caldora (Saorgio, Rivarolo) Titolo: conti di Castellazzo; consignori di Castellamonte Troncato, al 1º d'azzurro, al castello di tre pezzi, d'argento; al 2º bandato di rosso e d'argento, le bande listate di nero alias Inquartato, di San Martino e di Castellamonte, e sul tutto di Toesca Motto: Iustitia et ferro (citato in SUBL)                                                                                              |
|        | Toesca Caldora (Rivarolo Canavese, Torino) scudetto troncato di azzurro e bandato di rosso e di argento - castello a 3 torri di argento uscente dalla troncatura sull'azzurro tutto su - 9 losanghe di oro accollate in tripla fascia e triplo palo su azzurro - rosso pieno - 3 monti di oro uscenti dalle partizioni caricati di 3 trifogli di verde rovesciati e cimati da 3 pappagalli di verde con la testa rivolta su azzurro (citato in LEOM) |

### Tof
| Stemma | Casato e blasonatura |
| ------ | --- |
|        | Tofani (Firenze) Partito d'oro e di rosso, alla banda attraversante di verde caricata di una rosa d'argento (citato in ASFI) rosa di argento su banda di verde su partito di oro e di rosso (citato in LEOM) |
|        | Tofani (Filottrano, Ancona) leone rampante di oro tenente con le zampe anteriori un ramo di palma al naturale poggiante su terrazzo di verde uscente dalla punta tutto su azzurro (citato in LEOM)           |
|        | Tofano (Abruzzo) Di rosso alla torre d'argento lumeggiata d'oro (citato in DAlena) |

### Tog
| Stemma | Casato e blasonatura |
| ------ | --- |
|        | Tognoni (Firenze) D'azzurro, alla fascia d'oro caricata di una lettera T maiuscola di nero, e sormontata da tre stelle a otto punte d'oro, 1.2 (citato in ASFI) |
|        | Tognucci o Vannucci da Volterra (Toscana) (DE) In Blau 1 goldener Löwe (citato in KHIF)                                                                         |

### Tol
| Stemma | Casato e blasonatura |
| ------ | --- |
|        | Tola (Sardegna) D'azzurro al toro passante, rivolto a oriente, sulla pianura erbosa, il tutto al naturale alias Partito: nel 1° d'azzurro, al toro passante, rivolto a oriente sulla pianura erbosa, il tutto al naturale; nel secondo d'azzurro al leone rampante d'oro, coronato dello stesso, sormontato da 4 stelle d'argento coronate in fascia Motto: Pro deo, pro rege, pro familia, pro honore (citato in DAlena) |
|        | Tola o Prunas Tola (Sassari, Ozieri, Siligo, Torino) toro passante al naturale su terrazzo dello stesso uscente dalla punta su azzurro (citato in LEOM) |
|        | Tolentina o Tolentini (Verona) croce di oro accantonata da - 4 teste di leone in maestà dello stesso tutto su azzurro (citato in LEOM) |
|        | Tolentino (Milano) Titolo: signori di Quargnento, Solero Di rosso, al leone d'oro, tenente una spada d'argento (guarnita del secondo), elevata in palo, e accompagnata in capo da una stella (8), del secondo (citato in SUBL) leone rampante di oro afferrante con la destra una spada di argento posta in palo punta in alto guarnita di oro su rosso - stella (8 raggi) di oro in alto su rosso (citato in LEOM) |
|        | Toleto (Cesena) (la blasonatura non è stata ancora caricata) (citato in BLCW) |
|        | Toli (Pistoia) D'argento, alla torre al naturale fondata sulla campagna di verde e sinistrata da un cane rampante pure al naturale, il tutto abbassato sotto il capo del campo, sostenuto dalla divisa d'azzurro e caricato di una stella a otto punte di rosso alias D'argento, alla torre al naturale fondata sulla campagna di verde e sinistrata da un cane rampante pure al naturale, il tutto abbassato sotto il capo del campo, sostenuto dalla divisa d'azzurro e caricato di una stella a otto punte d'oro alias D'argento, alla fascia alzata d'azzurro, accompagnata in capo da una stella a otto punte d'oro, e in punta dalla torre al naturale fondata sulla campagna di verde e sinistrata da un cane rampante pure al naturale alias D'argento, alla fascia alzata d'azzurro, accompagnata in capo da una stella a otto punte di rosso, e in punta dalla torre al naturale fondata sulla campagna di verde e sinistrata da un cane rampante pure al naturale (citato in ASFI) |
|        | Tollegno o Tollein (Biella) Titolo: baroni di Brissogne; consignori di Tollegno D'oro, all'aquila coronata, di nero, rostrata e armata di rosso, caricata nel petto di uno scudetto inquartato, d'argento e di rosso (citato in SUBL) |
|        | Tolomei (Pietrasanta, Pisa) D'azzurro, alla fascia d'oro accompagnata da tre crescenti montanti d'argento, 2.1 (citato in ASFI) |
|        | Tolomei (Siena, Pistoia) D'azzurro, alla fascia d'argento accompagnata da tre crescenti montanti dello stesso, 2.1 (citato in ASFI) (citato in DAlena) (la blasonatura non è stata ancora caricata) (citato in BNDD) |
|        | Tolomei o Tolomei Gucci (Firenze) D'azzurro, alla banda d'oro caricata di tre foglie di verde poste nel senso della pezza (citato in ASFI) alias D'azzurro, alla banda d'oro caricata di tre foglie di verde poste nel senso della pezza, con il capo cucito d'Angiò (citato in ASFI) (DE) Unter 1 blauen Schildhaupt, darin 1 vierlätziger, zwischen den Lätzen von je 1 goldenen Lilie begleiteter roter Turnierkragen (Capo d'Angiò), in Blau 1 goldener Schrägbalken, der Figur nach belegt mit 3 grünen Kleeblättern (citato in KHIF) |
|        | Tolomei o Tolomei Lippa (Siena, Firenze, Grosseto) fascia di argento accompagnata da - 3 lune montanti dello stesso poste 2,1 tutto su azzurro (citato in LEOM) |
|        | Tolomei Biffi (Firenze) aquila di nero coronata di rosso su oro (citato in LEOM) |
|        | Tolomei Gucci (Firenze) 3 foglie di verde su banda di oro su azzurro - capo d'Angiò cucito (citato in LEOM) |
|        | Tolosani (Colle di Val d'Elsa) d'oro, alla croce di Malta di rosso D'oro, alla croce biforcata di rosso (citato in ASFI) |
|        | Tolosano o Tolosani o Torresani (Bagnolo) Titolo: consignori di Bagnolo, Campiglione, Conségudes D'argento, al leone di rosso Motto: Bien avant (citato in SUBL) |
|        | Tolosendi (Colle, Firenze) Di..., all'aquila dal volo abbassato di... (citato in ASFI) |
|        | Tolosenghi (Siena) D'azzurro, a tre fasce ondate d'oro (citato in ASFI) |
|        | Tolosini (Firenze) fasciato innestato nebuloso minuto d'argento e d'azzurro di 8 pezzi (citato in DAlena) |
|        | Tolosini (Firenze) Fasciato ondato d'oro e d'azzurro alias Fasciato ondato d'argento e d'azzurro (citato in ASFI) |
|        | Tolosini (Toscana) (DE) In Blau 4 goldene Wellenbalken (citato in KHIF) alias (DE) In Silber 4 blaue Wellenbalken (citato in KHIF) |
|        | Tolot o Tollot (Svizzera poi Genova) Titolo: Marchesi e Signori di Genova originari della Svizzera Inquartato: il primo con croce rossa (Svizzera), il secondo e il terzo con T antica blu e rossa su fondo oro e il quarto con galeone in mare su fondo azzurro Motto: Nec flectitur aura Immagine nell' Archivio Famiglie Nobili e Notabili (archiviato dall'url originale il 29 marzo 2019). |
|        | Tolot Bertucci o Bertucci Tolot (Venezia) Titolo: Marchesi e Conti del Sacro Romano Impero, signori di Genova, Borgotaro, Firenze, Forlì, Ravenna, Roncofreddo, Sarsina. Inquartato: il 1º e 4º inquartati, il primo con croce rossa (Svizzera), il secondo e il terzo con T antica blu e rossa su fondo oro e il quarto con galeone in mare su fondo azzurro (Tolot); il 2º e il 3º con fascia abbassata sostenente scaglione di oro su azzurro - 3 stelle (6 raggi) di oro poste 2,1 su azzurro - giglio di oro su rosso in capo (Bertucci); sul tutto la T rossa antica dei Tolot su fondo oro Immagini nell' Archivio Famiglie Nobili e Notabili (Q-T) (archiviato dall'url originale il 29 marzo 2019). e (A-D) (archiviato dall'url originale il 29 marzo 2019). |
|        | Tolu (Gesturi, Milano) D'azzurro al toro al naturale rivoltato fermo sulla campagna erbosa di verde, una città fortificata al naturale sul foanco sinistro dello scudo (citato in DAlena) |

### Tom
| Stemma | Casato e blasonatura |
| ------ | --- |
|        | Tomacelli o Tomacello (Molise, Napoli) Titolo: barone di Casaranello; conte di Alvito, Arpino, Calvi, Nocera, Sora; marchese di Marca d'Ancona, Ragusa, Chiusano; duca di Spoleto, Monasterace. Santa Caterina, Orvieto; principe di Altamura, dell'Impero d'Austria Di rosso alla banda scaccata d'azzurro e d'oro di tre file (citato in NBNA) Notizie storiche in Nobili napoletani. |
|        | Tomacelli (Cesena) banda scaccata di argento e di rosso (3file) su azzurro accompagnata in punta da un mare ondato di argento e di azzurro (citato in LEOM) |
|        | Tomacelli (Cesena) banda scaccata di oro e di azzurro (3file) su trinciato di argento e di rosso (citato in LEOM) |
|        | Tomacelli (Cesena) (la blasonatura non è stata ancora caricata) (citato in BLCW) |
|        | Tomacelli (Tropea) di rosso alla banda scaccata di argento e di azzurro (citato in BLCL) |
|        | Tomani Amiani (Fano) braccio destro uscente da destra vestito di oro afferrante con la mano di carnagione un albero di olivo sradicato al naturale tutto su azzurro - stella (6 raggi) di oro affiancata da 2 gigli dello stesso su fascia di rosso su troncato di azzurro e di oro - drago passante di verde sull'azzurro - 3 bande di rosso sull'oro (citato in LEOM) |
|        | Tomansiz (Firenze) Inquartato decussato: nel 1° di..., all'aquila dal volo spiegato di...; nel 2° di..., alla biscia guizzante in palo rivolta di...; nel 3° di..., al leone di...; nel 4° di..., alla figura umana di..., vestita di... (citato in ASFI e in GUCA pag. 252) |
|        | Tomaseo (Dalmazia) albero di palma di verde su terrazzo dello stesso uscente dalla punta su azzurro - 3 stelle (6 raggi) di oro poste in fascia in alto (citato in LEOM) |
|        | Tomasi d'azzurro, all'uomo mostruoso d'oro, dal volto barbuto, sedente di fronte sopra un monte di tre cime di verde, e tenente una lista d'argento, attortigliata e inarcata, caricata del motto SPES MEA IN DOMINO, sormontata di tre gigli d'oro, divisi nel capo da un lambello a quattro pendenti, dello stesso (citato in MONT pag. 158) |
|        | Tomasi di rosso alla banda partita di nero e d'argento ed accostata da sei stelle di 8 raggi d'oro (citato in SPRE Vol. 9 pag. 209) |
|        | Tomasi (Sciacca) Titolo: signori di Canetici; marchese di Casalicchio d'azzurro al leone d'oro sostenuto da un monte di tre cime di verde dalla punta e sormontato da tre gigli d'oro divisi da un labello a quattro pendenti di rosso (citato in PRTS e in NBSC) leone rampante di oro sul medio di 3 monti ristretti di verde uscenti dalla punta tutto su azzurro - capo d'Angiò cucito (citato in LEOM) (Cenno storico in Famiglie nobili di Sicilia (archiviato dall'url originale il 12 maggio 2009).) |
|        | Tomasi o Tommasi (Sicilia) Titolo: barone di Palma, Montechiaro, Torretta; duca di Palma; principe di Lampedusa d'azzurro, al leopardo d'oro illeonito, sostenuto da un monte di tre cime di verde cucito (citato in Mango e in NBSC) d'azzurro, con un monte di tre cime di verde, sormontato da un leopardo (illeonito ?) d'oro (citato in NBSC) Mangtello e corona di principe Motto: Spes mea, in Deo est (Cenno storico in Famiglie nobili di Sicilia (archiviato dall'url originale il 12 maggio 2009).) Ulteriore ragguaglio storico in Famiglie nobili di Sicilia (archiviato dall'url originale il 12 maggio 2009).) |
|        | Tomasi o Tomasi del Nicchio (Toscana) (DE) In Blau 1 naturfarbener Laubbaum, oben besetzt mit 2 naturfarbenen einwärtsgekehrten Vögeln (citato in KHIF) |
|        | Tomasi o Tomasini (Cesena) (la blasonatura non è stata ancora caricata) (citato in BLCW) |
|        | Tomasini Degna (Treviso, Venezia, Mogliano Veneto) gallo al naturale accompagnato da - 3 rose di rosso poste 2,1 tutto su argento (citato in LEOM) |
|        | Tomasino (Napoletano) (la blasonatura non è stata ancora caricata) (citato in NBNA) |
|        | Tomassetti o Tomasetti (Abruzzo) Troncato: nel primo scaccato d'argento e di rosso; nel secondo d'oro al monte di sei colli di verde (citato in DAlena) |
|        | Tomassini Barbarossa (Macerata) 3 gigli di oro su fascia di argento su azzurro - vaso coperto di argento fumante su azzurro in capo - monte a 3 cime di verde uscente dalla punta cimato da una istrice passante al naturale in basso su azzurro - fascia di argento su azzurro - 3 barbe di rosso poste in fascia in alto su azzurro - monte a 3 cime di verde uscente dalla punta in basso (citato in LEOM) |
|        | Tomassini o Tomassini Barbarossa (Tolentino, Macerata) 3 gigli di oro su fascia di rosso su azzurro - coppa di argento fumante su azzurro in capo - monte a 3 cime di verde uscente dalla punta cimato da una istrice passante al naturale in basso su azzurro - fascia di oro su azzurro - 3 barbe di rosso poste in fascia in alto su azzurro - monte a 3 cime di verde uscente dalla punta in basso (citato in LEOM) |
|        | Tomati (Roma) (la blasonatura non è stata ancora caricata) |
|        | Tomati (Ovada) Troncato: nel 1° d'azzurro, a tre bisanti d'oro, posti 1, 2; nel 2° d'argento, a tre bande di rosso (citato in STOV) |
|        | Tomatis o Thomatis (Omeglia, Asti, Roma) Titolo: conti di Chiusavecchia Troncato, al 1° d'azzurro, a tre tortelli, di rosso, cuciti, sormontati da una stella, d'oro, al 2° bandato d'oro e di rosso, con la fascia d'oro, sulla partizione (citato in SUBL) |
|        | Tomatis (Mondovì, Cuneo) Titolo: conte di Vallery, Le Joux; barone di Bridoire; signore di Margarita Troncato d'azzurro e d'argento, a due bisanti e un tortello, dall'uno nell'altro (citato in SUBL e in ARCN) alias Bandato ondato d'oro e d'azzurro (citato in SUBL) |
|        | Tomba (Cesena) (la blasonatura non è stata ancora caricata) (citato in BLCW) |
|        | Tombarelli (consignori di Dosfraires) Troncato, d'argento, alla croce trifogliata, di rosso, e di rosso, a tre stelle d'argento, 2, 1 (citato in SUBL) |
|        | Tomei (Pietrasanta) Di rosso, al castello turrito di tre pezzi, fondato su una roccia di tre cime sorgente dal mare, il tutto al naturale (citato in ASFI) |
|        | Tomei (Tivoli) 3 lune montanti di oro poste 2,1 su azzurro - aquila di nero su argento in capo (citato in LEOM) |
|        | Tomei Albiani (Pisa, Pietrasanta) Partito: nel 1° di rosso, al castello turrito di tre pezzi, fondato su una roccia di tre cime sorgente dal mare, il tutto al naturale; nel 2° d'azzurro, allo scaglione di rosso (citato in ASFI) castello a 3 torri di argento aperto e finestrato di nero su monte a 3 cime ristrette di argento uscente da mare di azzurro fluttuoso di argento tutto su rosso - scaglione di rosso su azzurro (citato in LEOM) |
|        | Tomini Foresti (Bergamo) 6 palle di oro poste in piramide (1,2,3) su azzurro - bandato di rosso e di argento (4 pezzi) (citato in LEOM) |
|        | Tomini Foresti (Bergamo) 6 palle di oro poste in piramide (1,2,3) su azzurro - 3 bande di argento su rosso (citato in LEOM) |
|        | Tomini Foresti (Bergamo) 6 palle probabilmente di oro poste in piramide (1,2,3) su azzurro - bandato di rosso e di argento (10 pezzi) (citato in LEOM) |
|        | Tomitano (Oderzo, Treviso, Motta di Livenza) 3 monti ristretti di verde uscenti dalla punta il centrale più alto sormontati da - stella (6 raggi) di oro tutto su azzurro (citato in LEOM) |
|        | Tommaseo o Tommaseo Ponzetta (Venezia, Dalmazia) albero di palma al naturale nodrito su terrazzo dello stesso uscente dalla punta sormontato da - 3 stelle (6 raggi) di oro poste in fascia tutto su azzurro (citato in LEOM) |
|        | Tommasi (Colle, Prato) Troncato d'oro e d'argento, al leone di rosso nascente dalla troncatura e tenente un ramo di palma di verde alias Troncato d'oro e di verde, al leone di rosso nascente dalla troncatura e tenente un ramo di palma di verde (citato in ASFI) |
|        | Tommasi o Tommasi di Cortona del Lion d'Oro (Cortona, Firenze) Fasciato di sei pezzi d'oro e di rosso (citato in ASFI) fasciato di oro e di rosso (citato in LEOM) alias D'oro, a tre fasce di rosso (DE) In Gold 3 rote Balken (citato in KHIF) |
|        | Tommasi (Fiesole) D'oro, a tre fasce di rosso (citato in ASFI) (DE) In Gold 3 rote Balken (citato in KHIF) alias Fasciato di sei pezzi di rosso e d'oro (citato in ASFI) |
|        | Tommasi (Firenze) D'oro, al leone d'azzurro, e alla banda diminuita attraversante di rosso (citato in ASFI) |
|        | Tommasi (Firenze) D'azzurro, all'albero sradicato al naturale sostenente due uccelli posati dello stesso (citato in ASFI) |
|        | Tommasi (Firenze) Troncato di... e di..., alla stella a otto punte di... nel primo alias Di..., al capo di... caricato di una stella a otto punte di... (citato in ASFI) |
|        | Tommasi (Siena) Di rosso, alla fascia d'argento (citato in ASFI) (la blasonatura non è stata ancora caricata) (citato in BNDD) alias Di rosso, al leone d'argento e alla banda attraversante di verde (citato in ASFI) alias Di rosso, al leone d'argento e alla banda attraversante d'azzurro (citato in ASFI) alias Inquartato: nel 1° e 4° di rosso, al leone d'argento e alla banda attraversante d'azzurro; nel 2° e 3° di rosso, alla fascia d'argento (citato in ASFI) |
|        | Tommasi (Basilea (Svizzera), Cernobbio, Venezia, Verona) fascia di argento su rosso (citato in LEOM) |
|        | Tommasi (Napoli) Titolo: marchese di Casalicchio (Napoli) d'azzurro al leone d'oro sostenuto da un monte di tre cime di verde dalla punta e sormontato da tre gigli d'oro divisi da un labello a quattro pendenti di rosso (citato in PRTS) leone rampante di oro sul medio di 3 monti ristretti di verde uscenti dalla punta tutto su azzurro - capo d'Angiò cucito (citato in LEOM) |
|        | Tommasi (Sicilia) d'azzurro, al leone d'oro sostenuto da un monte a tre cime di verde movente dalla punta e sormontato da tre gigli d'oro, divisi da un lambello a cinque gocce di rosso (citato in Mango) |
|        | Tommasi (Livorno) 3 fasce di rosso su oro (citato in LEOM) |
|        | Tommasi (Cori) fascia di rosso su azzurro - 2 stelle (6 raggi) di oro poste in fascia in alto - monte a 3 cime di oro uscente dalla punta (citato in LEOM) |
|        | Tommasi o Tomasi (Palermo) leopardo illeonito di oro su monte a 3 cime di verde uscente dalla punta tutto su azzurro (citato in LEOM) |
|        | Tommasi Aliotti (Cortona) fasciato di oro e di rosso - fascia doppiomerlata di oro su rosso (citato in LEOM) |
|        | Tommasi di Messina (Sicilia) d'oro alla fascia di rosso (citato in Mango) |
|        | Tommasi Spina (Pistoia) monte a 3 cime di verde uscente dalla punta sormontato da - un compasso di oro aperto punte al basso e da - stella (6 raggi) dello stesso nel canton sinistro del capo tutto su azzurro - monte a 3 cime di verde uscente dalla punta cimato da un roseto di verde fiorito di 3 pezzi di rosso tutto su azzurro (citato in LEOM) |
|        | Tommasi Spina (Pistoia) fascia di argento su - compasso aperto di oro punte al basso su azzurro - 3 stelle (6 raggi) di oro poste 1,2 in alto su azzurro - monte a 3 cime di verde uscente dalla punta su azzurro - monte a 3 cime di oro uscente dalla punta cimato da 2 piante di rosa incrociate di verde fruttate di 4 pezzi di rosso su partito di argento e di azzurro (citato in LEOM) |
|        | Tommasini Occhini (Siena) D'argento, alla banda di rosso accostata da sei rose dello stesso, tre per lato; con il capo dell'Impero (citato in ASFI) |
|        | Tommasio (Molfetta) di rosso, alla fascia d'argento Motto: Spes mea in Deo est |
|        | Tommasoni (Siena) D'azzurro, allo scaglione d'oro accompagnato da tre teste di leone dello stesso, 2.1, le due affrontate (citato in ASFI) |
|        | Tommei (Pistoia) Inquartato decussato d'oro e di verde, alla croce di sant'Andrea d'azzurro, con l'intersezione dei bracci di rosso, passata sulla partizione (citato in ASFI) |

### Ton
| Stemma | Casato e blasonatura |
| ------ | --- |
|        | Tonani albero al naturale nodrito su terrazzo di verde uscente dalla punta attraversato in sbarra da una saetta di rosso (fulmine) uscente dal canton destro del capo tutto su azzurro - bordura di oro (citato in LEOM) |
|        | Tonci (Livorno) Troncato: nel 1° d'oro, all'aquila dal volo spiegato al naturale, posata sulla troncatura; nel 2° d'azzurro, al leone al naturale tenente con le branche anteriori una lisca di pesce d'argento (citato in ASFI) |
|        | Tonci Ottieri della Ciaja o Tonci (Livorno) leone rampante di argento tenente con la zampa anteriore destra un pesce al naturale su azzurro (citato in LEOM) |
|        | Tondacchi (Cesena) (la blasonatura non è stata ancora caricata) (citato in BLCW) |
|        | Tondelli (Firenze) D'oro, alla banda di nero (citato in ASFI) |
|        | Tondi (Siena) Di rosso a tre rose d'oro col capo d'Angiò (citato in Enciclopedia Storico-Nobiliare Italiana, vol. VI, p. 644) 3 rose di oro poste 2,1 su rosso - capo d'Angiò (citato in LEOM) alias Di rosso, a tre collari di torneo d'oro, 2.1; con il capo cucito d'Angiò (citato in ASFI) alias Di rosso, a tre rose d'oro bottonate del campo; con il capo cucito d'Angiò (citato in ASFI) |
|        | Tondi o Tondi Benedictus (Toscana) (DE) In Rot 1 goldenes achtspeichiges Rad (citato in KHIF) |
|        | Tondini o Tondini de' Quarenghi (Rota dentro Lodi) croce di rosso scorciata nell'asta verticale su inquartato: albero al naturale nodrito su terrazzo dello stesso accompagnato da 2 leoni controrampanti al naturale tutto su azzurro - aquila di nero coronata di oro su oro - losangato di argento e di rosso - 3 leoncini al naturale rampanti e recisi tenenti ciascuno una pallina di argento posti 2,1 su troncato di argento e di viola (citato in LEOM) |
|        | Tondut o Tonduti (Nizza) Titolo: conti di Costa d'Oneglia, Scarena; consignori di Falicon, Peglione, Toetto Scarena D'argento, alla banda d'azzurro, carica di tre speronelle, d'oro (citato in SUBL) alias Inquartato, al 1° e 4° controinquartato di rosso e d'argento, a un quadrifoglio in cuore, dell'uno nell'altro , al 2° e 3° di Tondut (citato in SUBL) alias Inquartato, di Peyre e di Tondut (citato in SUBL) alias D'azzurro, al leone d'oro, coronato d'argento, fissante una stella (6) d'oro, posta nell'angolo destro del capo (citato in SUBL) Motto: Etiam supera vincit |
|        | Tonelli (Prato, Roma) 2 leoni controrampanti di oro tenenti tra le anteriori una rosa di rosso stelata e fogliata di verde su azzurro (citato in LEOM) |
|        | Tonelli (Feltre) aquila sorante di profilo al naturale su scudetto troncato di argento e sbarrato di argento e di rosso (14 pezzi) su - 3 dadi di argento posti 2,1 sormontati da una trangla dello stesso caricata di una rosa di rosso su rosso - sirena di argento afferrante con le mani le sue 2 code in maestà su azzurro - leone rampante tenente nella zampa anteriore destra una tromba tutto di oro su azzurro - torre di argento aperta e finestrata di nero su rosso (citato in LEOM) |
|        | Tonelli del Lion d'Oro (Firenze) Troncato: nel 1° d'azzurro, alla stella a otto punte d'oro; nel 2° d'argento, a tre bande di verde e al leone attraversante d'oro; alla fascia diminuita di rosso passata sulla troncatura (citato in ASFI) |
|        | Tonello (Villanova Mondovì, Mondovì) D'azzurro, alla Fede, sormontata da tre stelle, il tutto d'oro Motto: Animus (citato in SUBL) |
|        | Tonetti (Parenzo, Fianona d'Istria (Istria), Venezia) mezza aquila bicipite di nero uscente dalla partizione su oro - 2 bande di argento su azzurro (citato in LEOM) |
|        | Tonetti (Belluno) ruota a 6 raggi di argento sul rosso del troncato di rosso e di argento - monte a 3 cime di verde uscente dalla punta sull'argento (citato in LEOM) |
|        | Toni di Cigoli (UMB TOS) (già Trevi, ora Pisa) Titoli (pontifici): Conte (sul cognome, m) Nobile di Spoleto e Nobile di Trevi (mf) (surroga ai Toni trevani con predicato nominale d'uso “di Cigoli”) semitroncato partito, nel primo di rosso, nel secondo d'argento, nel terzo di verde Immagine nel volume “Stemmi delle Famiglie Patrizie della Città di Trevi esistenti in tempo della Riforma de Consigli e Magistratura di detta Città delineati per ordine alfabetico de cognomi delle Famiglie come si leggono nel Breve di Riforma della Santità di Nostro Sig.re Papa Pio Sesto felicemente regnante emanato il dì XXIV Agosto MDCCLXXXVII” compilato a seguito della risoluzione presa dal Consiglio di Credenza nel 1792; presente anche in Trevi, dapprima sulla facciata di Palazzo Toni, poi Francesconi ed ora sulla facciata di Casa Palmucci, poi Brizi Scudo a punte, timbrato da elmo in argento con svolazzi di colore rosso, verde ed azzurro e da corona comitale Motto: Nescit occasum Notizie storiche: Il casato dei TONI di CIGOLI in Età Moderna [Tratti di storia, in specie nobiliare, di una famiglia comitale pontificia di origine normanna], studio in preparazione presso l'Università di Padova |
|        | Toni Lauri (L'Aquila, Roma) D'azzurro al tonno al naturale notante nel mare d'argento fluttuoso del campo sormontato da tre stelle (8) ordinate 1, 2 (citato in DAlena) pesce tonno al naturale nuotante nel mare di argento fluttuoso di azzurro uscente dalla punta su azzurro - 3 stelle (8 raggi) di oro poste 1,2 in alto su azzurro (citato in LEOM) Motto: Nescit occasum |
|        | Tonini (Pisa) Di rosso, al leone leopardito d'oro, tenente con la branca destra un ramo di palma di verde, e accompagnato in capo da una stella a otto punte d'oro (citato in ASFI) |
|        | Tonini (Bertinoro) banda di rosso su azzurro - 3 stelle (8 raggi) di oro poste 1,2 in alto a destra - pesce tonno di argento posto in fascia in basso a sinistra (citato in LEOM) |
|        | Tonioli (Asolo) (la blasonatura non è stata ancora caricata) (citato in DAlena) |
|        | Tonsi (Cremona) d'azzurro, al capriolo, accompagnato in capo da tre stelle di otto raggi male ordinate, ed in punta da un busto d'uomo barbuto, posto in fronte, il tutto d'oro (citato in BLCR) |
|        | Tonso (Tortona, Torino) Titolo: conti di Vallanzengo; consignori di Cocconito, Montiglio D'azzurro, al leone d'oro, linguato e armato di rosso, con il capo del secondo, carico di un'aquila coronata, di nero alias Di verde, al leone d'oro, con il capo del secondo, carico di un'aquila di nero (citato in SUBL) |
|        | Tonso o Toso (Scandeluzza) Titolo: consignori di Scandeluzza D'argento, allo scaglione d'azzurro, accompagnato in capo da tre gigli (stelle?), dello stesso, male ordinate, e in punta da una testa di uomo, pelata, posta di profilo, al naturale (citato in SUBL) |
|        | Tonti (Pistoia) D'azzurro, a due spade basse decussate al naturale, guarnite d'oro (citato in ASFI) 2 spade incrociate di argento manicate di oro punte al basso su azzurro (citato in LEOM) (DE) In Blau 2 gestürzte gekreuzte goldgegriffte silberne Schwerter (citato in KHIF) |
|        | Tonti (Rimini) 2 spade al naturale incrociate punte in alto su troncato di azzurro e di oro - stella (6 raggi) di argento su azzurro (citato in LEOM) |

### Top
| Stemma | Casato e blasonatura |
| ------ | --- |
|        | Toppia o Topia (Perletto) D'oro, a sei grappoli d'uva di nero, pampinosi di verde, 3, 2, 1 alias Troncato, al 1° d'azzurro, all'aquila coronata, d'argento, e d'oro, al tralcio di vite, pampinoso e fruttato di tre grappoli d'uva nera, al naturale, pendente da una fascia di rosso sulla partizione Motto: Sola virtute (citato in SUBL) |

### Tora
| Stemma | Casato e blasonatura |
| ------ | --- |
|        | Toraldi (Cesena) (la blasonatura non è stata ancora caricata) (citato in BLCW) Immagine in Blasone Cesenate. |
|        | Toraldo (Tropea, Napoli) D'oro con lo scudetto di verde a forma di foglia caricato dal leone d'argento attraversato da un lambello a 3 pendenti di rosso (citato in DAlena) d'oro con lo scudetto di verde, a forma di foglia, collina o monte a cinque cime, caricato di un leone d'argento, attraversato da un lambello rosso a tre pendenti (citato in NBNA) leone rampante di argento attraversante un monte a 5 cime ristrette di verde su oro - il leone caricato di un lambello di rosso a 3 gocce (citato in LEOM) d'oro con lo scudetto di verde a guisa di foglia caricato dal leoned'argento attraversata da un lambello a tre pendenti di rosso (citato in BLCL) Notizie storiche in Nobili napoletani. Immagine e notizie storiche in Tropea Magazine.          |
|        | Toraldo (Tropea) d'oro al monte di cinque cime di verde caricato da un leone d'argento, unghiato e linguato di rosso, e da un lambello di rosso a tre pendenti attraversante sul leone (citato in BLCL) |
|        | Toraldo (Tropea) (LA) quinque montes virides in aureo campo et in medio Leonem argenteum et pectore rastrum aureum (citato in BLCL) Immagine e notizie storiche in Tropea Magazine. |
|        | Toraldo o Toraldo Serra o Toraldo di Calimera (Tropea, Napoli) Titolo: patrizio di Tropea, marchese. Ramo secondario: col predicato di Calimera d'oro al monte alla tedesca di verde a cinque cime, carico di un leone d'argento, sovraccaricato di un labello di rosso sulla spalla sinistra alias partito 1º d'oro al monte alla tedesca di verde a cinque cime, carico di un leone d'argento, sovraccaricato di un labello di rosso sulla spalla sinistra, 2° sopra fusato d'argento e di rosso col capo d'oro carico di un'aquila coronato di nero (Toraldo Grimaldi di Tarsia) alias d'oro con lo scudetto di verde a forma di foglia caricato di un leone d'argento attraversato da un labello a tre pendenti di rosso Motto: Illaesus superest honor (citato in PRTS) |
|        | Toraldo Grimaldi di Tarsia (Tropea, Napoli) leone rampante di argento attraversante un monte a 5 cime ristrette di verde su oro - il leone caricato di un lambello di rosso a 3 gocce - troncato di losangato di argento e di rosso e di scaccato di rosso e di oro - aquila coronata di nero su oro in capo (sulla seconda partizione) (citato in LEOM) |
|        | Toraldo Grimaldi di Tarsia (Tropea, Napoli) leone rampante di argento su grande foglia a 5 lobi di verde su oro - il leone caricato da un lambello di rosso a 3 gocce (citato in LEOM) |

### Tord
| Stemma | Casato e blasonatura |
| ------ | --- |
|        | Tordoli (Livorno) D'azzurro, all'albero al naturale nodrito sul terreno dello stesso e fruttato d'oro, sostenente un uccello (tordo) posato rivolto al naturale; il tutto accompagnato da tre stelle a sei punte d'oro, ordinate in capo (citato in ASFI) |

### Tore
| Stemma | Casato e blasonatura |
| ------ | --- |
|        | Toregiani (Cesena) (la blasonatura non è stata ancora caricata) (citato in BLCW) Immagine in Blasone Cesenate. |
|        | Torella (Molise) D'argento al torello rampante al naturale (citato in DAlena) |
|        | Torella (Napoli) toro di argento passante su terrazzo di verde uscente dalla punta su azzurro - 3 stelle (8 raggi) di oro poste in fascia in alto su azzurro (citato in LEOM) |
|        | Torella di Romagnano (Napoli) Titolo: barone, nobile, col predicato di Romagnano d'azzurro al toro d'argento passante sulla campagna di verde, accompagnata in capo da tre stelle d'oro, ordinate in fascia (citato in PRTS) |
|        | Torelli (Forlì) d'azzurro, al toro furioso d'oro ed il capo di rosso caricato della croce d'argento (citato in GUCA pag. 171, in VVCH pag. 131) |
|        | Torelli (Prato, Firenze) Fasciato di sei pezzi di rosso e d'oro, ciascuno dei tre pezzi del secondo caricato di un filetto ondato di verde (citato in ASFI) |
|        | Torelli (Firenze) D'oro, al rincontro di bue di rosso, cornato d'argento (citato in ASFI) |
|        | Torelli (Firenze) D'oro, al toro di rosso, ascendente un monte di sei cime di verde; il tutto accompagnato in capo da tre gigli di rosso ordinati fra i quattro pendenti di un lambello dello stesso (citato in ASFI) |
|        | Torelli (Fano, Prato, Firenze) D'azzurro, al toro furioso d'oro, talvolta accompagnato da una stella a otto punte dello stesso posta, nel cantone sinistro del capo alias D'argento, al toro d'oro passante sul terreno di verde, sormontato da una corona d'oro e accompagnato da tre stelle a otto punte ordinate in capo (citato in ASFI) |
|        | Torelli o Torrelli (Cavaglià) D'azzurro, alla torre di rosso, cucita alias D'azzurro, al castello di tre torri, di rosso (cucito), quella di mezzo più alta Motto: Non facile expugnabitur (citato in SUBL) |
|        | Torelli (Limone) D'azzurro, a tre spighe d'oro, appuntate e nudrite in una mezzaluna d'argento, montante Motto: Armis et ope (citato in SUBL) |
|        | Torelli (Perugia) toro rampante furioso di oro mirante - stella (6 raggi) dello stesso posta nel canton sinistro del capo tutto su azzurro (citato in LEOM) |
|        | Torelli (Tirano, Villa di Tirano, Roma) aquila di nero sull'oro del troncato di oro e di rosso - toro corrente di argento sul rosso (citato in LEOM) |
|        | Torelli (Cesena) (la blasonatura non è stata ancora caricata) (citato in BLCW) Immagine in Blasone Cesenate. |
|        | Torellini (Viterbo, Roma) albero accollato da un tralcio di vite fruttato di 3 pezzi tutto al naturale nodrito su monte a 3 cime di argento uscente dalla punta tutto su azzurro (citato in LEOM) |
|        | Torello (Napoletano) (la blasonatura non è stata ancora caricata) (citato in NBNA) |
|        | Toretti d'azzurro al toro d'argento fermo sulla pianura al naturale e sormontato da una stella di 8 raggio d'oro (citato in SPRE Vol. 3 pag. 616) |

### Tori
| Stemma | Casato e blasonatura |
| ------ | --- |
|        | Tori (Siena) Vaiato d'argento e di rosso (citato in ASFI)                                                                         |
|        | Toriglioni (Firenze) Bandato ondato d'oro e d'azzurro (citato in ASFI)                                                            |
|        | Toringhi (Firenze) Di verde, al bue furioso di rosso (citato in ASFI)                                                             |
|        | Torini (Firenze) Di rosso, al toro furioso d'oro, accompagnato in capo da tre stelle a otto punte d'argento, 1.2 (citato in ASFI) |
|        | Torini (Arezzo) D'argento, al toro furioso di rosso (citato in ASFI)                                                              |

### Torl
| Stemma | Casato e blasonatura |
| ------ | --- |
|        | Torlonia (Roma) inquartato: nel 1º e 4º di rosso pieno; nel 2º e 3º d'azzurro alla cometa d'oro ondeggiante in isbarra; alla banda d'argento caricata di 6 rose d'oro, per inchiesta, attraversante sul tutto (citato in GUCA pag. 314) 6 rose di oro su banda di argento su inquartato di rosso e di azzurro - cometa di oro posta in sbarra sull'azzurro (citato in LEOM) (Immagine nell' Archivio Storico Capitolino (PDF) (archiviato dall'url originale il 4 marzo 2016).) |
|        | Torlonia (Roma) 6 rose di oro su banda di argento su inquartato di rosso e di azzurro - lambello a 3 gocce di oro sul rosso - cometa di oro posta in sbarra sull'azzurro (citato in LEOM) |
|        | Torlonia o Borghese (Roma) 6 rose di rosso bottonate di oro e barbate dello stesso su banda di argento su inquartato di rosso e di azzurro - cometa posta in sbarra di argento sull'azzurro (citato in LEOM) |
|        | Torlonia (Cesena) (la blasonatura non è stata ancora caricata) (citato in BLCW) Immagine in Blasone Cesenate. |

### Torm
| Stemma | Casato e blasonatura                                                                             |
| ------ | ------------------------------------------------------------------------------------------------ |
|        | Tormini (Siena) Di..., alla fascia di..., accompagnata da tre foglie di..., 2.1 (citato in ASFI) |

### Torn
| Stemma | Casato e blasonatura |
| ------ | --- |
|        | Tornabelli (Firenze) D'azzurro, alla branca di grifone d'argento armata di rosso, posta in banda (citato in ASFI) |
|        | Tornabene o Tornabeni (Catania, Messina) Titolo: barone della Tonnara di Fiume, di Noto e Caponero d'oro al leone sormontato da una piccola decussa scorciata, il tutto d'azzurro (citato in PRTS) d'oro, al leone sormontato da un piccolo decusse scorciato, il tutto d'azzurro (citato in Mango e in NBSC) d'oro, con un leone d'azzurro, sormontato da una croce scorciata del medesimo posta in s. Andrea (citato in NBSC) leone rampante di azzurro sormontato da - una crocetta di Sant'Andrea dello stesso tutto su oro (citato in LEOM) alias inquartato in decusse d'oro e di verde, al leone dell'uno nell'altro, attraversante sul tutto (citato in Mango) Corona di barone (Cenno storico in Famiglie nobili di Sicilia (archiviato dall'url originale il 12 maggio 2009).) Ulteriore ragguaglio storico in Famiglie nobili di Sicilia (archiviato dall'url originale il 12 maggio 2009).) |
|        | Tornabuoni (Firenze) inquartato in croce di Sant'Andrea d'oro e di verde al leone dell'uno all'altro (citato in GUCA pag. 223) (Immagine nella Raccolta stemmi Trippini (JPG).) (DE) In gold-grün schräggeviertem Feld 1 Löwe in verwechselten Tinkturen (citato in KHIF) alias inquartato in croce di Sant'Andrea d'oro e d'azzurro al leone dell'uno all'altro (citato in GUCA pag. 223) |
|        | Tornabuoni (Firenze) Inquartato decussato d'oro e di verde, al leone dell'uno all'altro, caricato dello scudetto del Popolo fiorentino (citato in ASFI) |
|        | Tornabuoni (Toscana) (DE) Unter 1 goldenen Schildhaupt, darin 1 blaue mit 3 goldenen 2:1 gestellten Lilien belegte Scheibe zwischen den schwarzen Majuskelbuchstaben L und X (Capo di Leone X), in gold-grün schräggeviertem Feld 1 rotgezungter Löwe in verwechselten Tinkturen (citato in KHIF) |
|        | Tornai di nero pieno (citato in MONT pag. 148) |
|        | Tornajo (Sicilia) D'azzurro, con un leone d'oro (citato in NBSC) (Cenno storico in Famiglie nobili di Sicilia (archiviato dall'url originale il 12 maggio 2009).) |
|        | Tornamira (Palermo) semitroncato partito, nel primo d'azzurro, al guerriero d'argento, tenente con la destra una lancia, a guardia d'una torre d'oro posta nel canton sinistro della punta dello scudo; nel secondo d'argento a cinque ermellini di nero posti in decusse; nel terzo, d'oro a tre bande di nero e la bordatura di rosso caricata da dieci torte d'argento (citato in Mango) partito; nel 1° d'azzurro, con un guerriero d'argento tenente colla destra una lancia a guardia d'una torre d'oro posta nel canton sinistro della punta dello scudo, semidiviso, d'argento con cinque ermellini di nero poste in croce s. Andrea; nel 2° d'oro con tre bande di nero e la bordura di rosso caricata da dieci torte d'argento (citato in NBSC) (Cenno storico in Famiglie nobili di Sicilia (archiviato dall'url originale il 12 maggio 2009).)                                              |
|        | Tornaquinci (Firenze) Inquartato d'oro e di verde (citato in ASFI) (DE) Gold-grün geviert (citato in KHIF) |
|        | Torneri (Piossasco) Troncato, al 1° d'azzurro, alla torre d'argento, al 2° palato d'oro e di rosso, il primo palo d'oro carico di sette leoncini, di nero Motto: Fortis sublimia sperat (citato in SUBL) |
|        | Torni (Firenze) Di rosso, a due teste e colli recisi di drago affrontati di verde, e al capo triangolare cucito d'azzurro, caricato di tre stelle a otto punte d'oro, 2.1 (citato in ASFI) |
|        | Tornielli (Firenze) D'azzurro, alla fascia accompagnata in capo da una stella a otto punte e in punta da tre martelli (tornelli), 2.1, il tutto d'oro (citato in ASFI) |
|        | Tornielli (Novara) Titolo: conti di Barengo, Biandrate, Briona, Castelletto Scazzoso, Maggiora; signori di Borgomanero, Bornate, Romagnano; consignori di Arborio, Carmagnola, Momo / in Francia: marchesi di Gerbéviller in Lorena Di rosso, a due clave d'oro, curvate, affrontate, con il capo d'oro, carico di un'aquila coronata, di nero, linguata di rosso alias Di rosso, a due scettri d'oro, fioriti, curvati, affrontati, con lo scudetto d'oro, carico di un'aquila coronata, di nero, in abisso Motto: Pro honore, pro patria, pro fide pugnandum - Pro fide, pro patria, pro libertate et honore pugnandum (citato in SUBL) |
|        | Tornielli (Vercelli, Torino, Chivasco) Titolo: consignori di San Raffaele Di rosso, a due mazze da torneo, d'oro, racchiudenti uno scudetto dello stesso, carico di un'aquila di nero Motto: Premia digna ferant (citato in SUBL) |
|        | Tornielli (Molarfe, Torino, Roma) Titolo: conti D'argento, all'aquila coronata, tenente due mezze d'armi, il tutto di nero Motto: Pro patria pro fide et honore (citato in SUBL) |
|        | Tornielli Bellini (Novara) Titolo: conti di Vergano; nobili per il decurionato novarese Di rosso, a due scettri d'oro, fioriti, curvati, affrontati, con lo scudetto d'oro, carico di un'aquila coronata, di nero, in abisso (citato in SUBL) |
|        | Tornielli o Tornielli Brusati (Torino, Borgomanero, Novara) aquila coronata di nero su scudetto di oro su rosso affiancata da - 2 scettri gigliati di oro incurvati verso lo scudetto (citato in LEOM) |
|        | Tornielli Brusati (Novara) Titolo: conti di Vergano; nobili per il decurionato novarese Di rosso, a due scettri d'oro, fioriti, curvati, affrontati, con lo scudetto d'oro, carico di un'aquila coronata, di nero, in abisso (citato in SUBL) |
|        | Tornielli di Crestvolant (Torino) aquila coronata di nero tenente con ambo gli artigli 2 mazze d'arme dello stesso su argento (citato in LEOM) |
|        | Tornielli Rho (Novara) Titolo: signori di Lozzolo; nobili per il decurionato novarese Di rosso, a due scettri d'oro, fioriti, curvati, affrontati, con lo scudetto d'oro, carico di un'aquila coronata, di nero, in abisso alias Inquartato di Tornielli e di Rho (d'azzurro, alla ruota d'argento) (citato in SUBL) alias Di rosso, a due scettri d'oro, fioriti, curvati, affrontati, con lo scudetto d'oro, carico di un'aquila coronata, di nero, in abisso, accompagnato verso la punta da una ruota, d'argento |
|        | Tornielli Zapelloni Baldi (Borgomanero, Novara) Titolo: marchesi di Borgolavezzaro; conti di Vergano; nobili per il decurionato novarese Di rosso, a due scettri d'oro, fioriti, curvati, affrontati, con lo scudetto d'oro, carico di un'aquila coronata, di nero, in abisso (citato in SUBL) |
|        | Tornieri (Vicenza) leone rampante di oro tenente nella destra anteriore una foglia di sega di argento su erta uscente dal lato sinistro dello scudo e digradante in banda verso la punta a destra su azzurro accompagnato a destra da - un albero al naturale nodrito sull'erta e in capo da - una stella (6 raggi) di oro su azzurro (citato in LEOM) |
|        | Torno Aldana (Napoli) Titolo: nobili partito: nel primo d'azzurro alla colomba d'argento imbeccante una penna d'oro accompagnata in punta da due fasce dentate d'argento (Torno); nel secondo di rosso alla spada al naturale accompagnata da tre corone d'oro una in capo e due nei fianchi (Aldana) (citato in PRTS) colomba di argento con penna di oro nel becco accompagnata in punta da - 2 fasce increspate di argento tutto su azzurro - spada al naturale posta in palo punta in alto accompagnata da - 3 corone di alloro poste 1,2 di oro tutto su rosso (citato in LEOM) |

### Toro
| Stemma | Casato e blasonatura |
| ------ | --- |
|        | Torongi o Toronsi (Palermo) diviso (troncato): nel primo d'argento alla croce di rosso; nel secondo di rosso alla fascia doppiomerlata d'oro (citato in Mango e in NBSC) (Cenno storico in Famiglie nobili di Sicilia (archiviato dall'url originale il 12 maggio 2009).) |

### Tor
| Stemma | Casato e blasonatura |
| ------ | --- |
|        | Torracchi Di..., alla torre di due piani di..., sostenente sul piano inferiore due spighe ricadenti di..., e sormontata da tre stelle a otto punte di... ordinate in capo (citato in ASFI) |
|        | Torrani (Colle) D'azzurro, alla torre d'argento, sormontata da una stella a otto punte d'oro (citato in ASFI) |
|        | Torrazza o Torrassa (Torino) Titolo: signori di Perlo D'oro, allo scaglione di nero, accompagnato in capo da due stelle, in punta da una torre, il tutto di rosso Motto: Fortitudine et labore (citato in SUBL) |
|        | Torrazza (Torino) D'oro, al toro di rosso, fra una gemella in banda dello stesso, con il capo d'argento, cucito, carico di un'aquila di nero Motto: Sciens tunica indutus est (citato in SUBL) |
|        | Torre (Lucca) D'azzurro, alla torre d'argento, fondata su un monte di tre cime uscente dalla punta, accostata da due stelle a sei punte e cimata da un'aquila dal volo spiegato, il tutto d'oro (citato in ASFI) |
|        | Torre (Benevento) Titolo: conte di Caprara partito 1º d'azzurro alla torre d'argento finestra di nero, sormontata da tre stelle d'oro in fascia, nel 2° d'oro al grifone di rosso impugnante spada di nero in sbarra sormontata da tre d'azzurro in fascia (citato in PRTS) torre di argento aperta e finestrata di nero sormontata da - 3 stelle (6 raggi) di oro poste in fascia tutto su azzurro - grifo rampante di rosso afferrante con la destra una spada posta in sbarra di nero e sormontato in alto da - 3 stelle (6 raggi) di azzurro poste in fascia tutto su oro (citato in LEOM) |
|        | Torre (Bruzzano dei due Borghi, Milano) D'argento all'aquila bicipite di nero, rostrata, membrata ed armata d'oro, linguata di rosso e caricata in cuore di uno scudetto di verde, alla torre, d'argento, finestrata 2 e 1, di nero (citato in Stemmario Italiano) |
|        | Torre (Napoli) Titolo: marchese di Civitaretenga, marchese di Casalicchio d'azzurro ad una torre d'oro merlata alla guelfa di quattro pezzi, finestrata di rosso, fondata sulla sommità di un monte di tre cime di verde, accompagnata da una mezzaluna figurata accostata da due stelle il tutto d'argento (citato in PRTS) torre merlata alla guelfa di oro aperta e finestrata di rosso posta su 3 monti di verde al naturale uscenti dalla punta su azzurro - luna figurata di argento in alto - 2 stelle (6 raggi) dello stesso poste ai lati della torre tutto su azzurro (citato in LEOM) |
|        | Torre o Della Torre o La Torre (Sicilia) Titolo: barone delle Plache; principe della Torre d'azzurro, alla torre d'argento accostata da due leoni affrontati e controrampanti d'oro, sormontata da tre gigli dello stesso ordinati in fascia, col capo d'oro caricato dall'aquila bicipite spiegata di nero (citato in Mango) d'azzuro, con una torre di argento accostata da due leoni affrontati e controrampanti d'oro, sormontata da tre gigli del medesimo (per concessione di Filippo re di Francia a Napoleo della Torre principe di Milano); col capo d'oro, caricato da un'aquila bicipite spiegata di nero coronata in ambo le due teste (citato in NBSC) Corona di principe (Cenno storico in Famiglie nobili di Sicilia (archiviato dall'url originale il 12 maggio 2009).) |
|        | Torre o Dalla Torre (Ovada) D'azzurro, alla torre di due palchi merlata di quattro pezzi di rosso, finestrata di nero, aperta del campo e fondata sulla pianura di verde, sostenuta da due leoni d'oro; col capo d'oro, caricato di un'aquila rivoltata di nero, nascente dalla partizione (citato in STOV) |
|        | Torre Cortesi (Bergamo, Milano) torre quadrata di argento aperta e finestrata del campo merlata alla guelfa su - 2 bastoni incrociati gigliati di oro posti entrambi su terrazzo di verde uscente dalla punta tutto su azzurro (citato in LEOM) |
|        | Torre Cortesi (Bergamo, Milano) castello senza torri alla guelfa di argento aperto e finestrato del campo posto su terrazzo di verde uscente dalla punta attraversante - 2 bastoni gigliati in alto e incrociati di oro tutto azzurro - aquila bicipite di nero su oro in capo (citato in LEOM) |
|        | Torre Vanni (Lucca) Partito: nel 1° d'azzurro, alla torre d'argento fondata su un monte di tre cime uscente dalla punta, accostata da due stelle a otto punte e cimata da un'aquila dal volo spiegato, il tutto d'oro; nel 2° d'oro, al drago fermo sul terreno e addestrato da un albero nodrito sul terreno stesso, il tutto di verde (citato in ASFI) |
|        | Torrecremata (Cesena) (la blasonatura non è stata ancora caricata) (citato in BLCW) Immagine in Blasone Cesenate. |
|        | Torres (Sicilia) di rosso, a cinque torri d'oro, ordinate in decusse (citato in Mango) |
|        | Torres (Spagna, Rutigliano) Titolo: nobile d'azzurro a 5 torri d'oro poste 2-1-2 (citato in RTGL) |
|        | Torri (Brescia) torre merlata alla ghibellina di 6 pezzi di pietra fondata su terrazzo al naturale uscente dalla punta su azzurro - la torre caricata da uno scudetto di azzurro coronato di oro a 2 gigli di oro posti in fascia e sormontata da - un arcobaleno di rosso di verde e di oro su azzurro (citato in LEOM) |
|        | Torri (Verona, Faenza, Lodi) torre di argento aperta e finestrata di nero merlata di 4 pezzi alla ghibellina su rosso fondata su - campagna di azzurro caricata di una banda di oro (citato in LEOM) |
|        | Torri (Salò) una torre al naturale (citato in Piovanelli) |
|        | Torri (Cesena) (la blasonatura non è stata ancora caricata) (citato in BLCW) Immagine in Blasone Cesenate. |
|        | Torriani (Pescia) Di..., alla torre di..., cimata da un'aquila dal volo spiegato di... alias Di..., alla torre di..., cimata da un'aquila dal volo spiegato di..., con il capo di Santo Stefano (citato in ASFI) |
|        | Torriani Titolo: conte di Valsassina (la blasonatura non è stata ancora caricata) (Immagine nella Raccolta stemmi Trippini (JPG).) |
|        | Torriani (Milano) (la blasonatura non è stata ancora caricata) (Immagine nella Raccolta stemmi Trippini (JPG).) |
|        | Torriano o Turriano o Turriano di Santa Maria di Spataro (Messina) Titolo: barone della Torre d'azzurro alla torre d'oro accostata da due leoni controrampanti e coronati, sormontati da tre gigli ordinati in fascia sul capo dello stesso colore (citato in PRTS e in NBSC) torre di oro merlata alla guelfa di 3 pezzi aperta e finestrata del campo accompagnata da - 2 leoni controrampanti coronati di oro e sormontata da - 3 gigli dello stesso posti in fascia tutto su azzurro (citato in LEOM) (Cenno storico in Famiglie nobili di Sicilia (archiviato dall'url originale il 12 maggio 2009).) |
|        | Torricelli (San Miniato) D'azzurro, alla ruota di molino d'oro, sostenente un uccello d'argento e accostata da due torri al naturale fondate sulla roccia dello stesso; il tutto accompagnato in capo da una crocetta biforcata d'argento (citato in ASFI) |
|        | Torricelli (Firenze) D'azzurro, al leone d'oro, e alla banda attraversante di rosso, caricata di una torre del campo (citato in ASFI) |
|        | Torricelli (Roma, Argentina) torre di argento merlata alla guelfa di 4 pezzi aperta e finestrata del campo fondata su terrazzo di verde uscente dalla punta cimata da - un cigno al naturale tenente nel becco un chiodo di nero e sormontata da - 3 stelle (6 raggi) di oro poste 1,2 tutto su azzurro (citato in LEOM) |
|        | Torricelli (Firenze) 2 torri di argento aperte e finestrate del campo fondate su una campagna rocciosa al naturale uscente dalla punta merlate alla guelfa affiancanti - una ruota a 6 palette di rosso cimata da un uccello di argento di profilo tutto su azzurro - croce di Malta di argento posta in alto su azzurro (citato in LEOM) |
|        | Torrielli (Ovada) D'oro, alla torre di due piani al naturale, aperta e finestrata di nero, fondata sulla pianura di verde, sostenente un'aquila rivoltata col volo abbassato di nero, coronata del campo (citato in STOV) |
|        | Torrigiani e Torregiani (Firenze) d'azzurro, alla torre d'argento merlata alla guelfa di cinque, murata di nero, aperta e finestrata del campo, accompagnata in capo da tre stelle d'oro, di 8 raggi, male ordinate (citato in SPRE Vol. 6 pag. 676) alias d'azzurro, alla torre d'argento merlata di quattro pezzi aperta e finestrata di due d'azzurro, terrazzata di verde accompagnata da tre stelle d'oro una in capo e due ai fianchi (citato in GUCA pag. 264, in VVCH pag.128) |
|        | Torrigiani (Firenze) D'azzurro, alla torre d'argento (citato in ASFI) alias D'azzurro, alla torre d'argento, accompagnata da tre stelle a otto punte d'oro, una in capo e due ai fianchi (citato in ASFI) (DE) In Blau 1 gezinnter silberner Turm mit schwarzem Tor und Fenstern, beidseitig und oben begleitet von je 1 achtstrahligen goldenen Stern (citato in KHIF) alias D'azzurro, alla torre d'argento, accompagnata da tre stelle a sei punte d'oro, una in capo e due ai fianchi (citato in ASFI) alias D'azzurro, alla torre d'argento, accompagnata da tre stelle a cinque punte d'oro, una in capo e due ai fianchi (citato in ASFI) |
|        | Torrigiani (Firenze) D'azzurro, alla torre d'argento, accompagnata da tre stelle a otto punte dello stesso, una in capo e due ai fianchi (Immagine nella Raccolta stemmi Trippini (JPG).) |
|        | Torrigiani o Torrigiani Malaspina (Firenze) torre di argento merlata alla guelfa di 5 pezzi murata di nero aperta e finestrata del campo sormontata da - 3 stelle (8 raggi) di oro poste 1,2 tutto su azzurro (citato in LEOM) |
|        | Torrigiani (Firenze) Di nero, all'aquila dal volo abbassato d'argento, seminata di crescenti del campo e caricata nel cuore di una crocetta di rosso (citato in ASFI) (DE) In Schwarz 1 mit liegenden schwarzen Halbmonden bestreuter silberner Adler, belegt mit 1 roten Kreuz (citato in KHIF) |
|        | Torrigiani (Pescia) Troncato: nel 1° d'azzurro, alla stella a sei punte d'oro, accostata da due gigli dello stesso; nel 2° d'argento, al castello turrito di due pezzi di rosso e aperto del campo, accompagnato in punta da un monte di tre cime di verde; e alla fascia diminuita di rosso passata sulla troncatura (citato in ASFI) |
|        | Torrigiani (Pescia) Troncato: nel 1° d'azzurro, alla stella a sei punte d'oro, accostata da due gigli dello stesso; nel 2° d'argento, al castello turrito di due pezzi di rosso e aperto del campo, accompagnato in punta da un monte di tre cime d'azzurro; e alla fascia diminuita di rosso passata sulla troncatura (Immagine nella Raccolta stemmi Trippini (JPG).) |
|        | Torrigiani (Pescia) Di..., a tre torri di..., ordinate l'una accanto all'altra, la mediana più alta e cimata da una bandiera di... (citato in ASFI) |
|        | Torrigiani (Pescia) (DE) Blau-silber geteilt: Oben 1 achtstrahliger goldener Stern zwischen 2 goldenen Lilien balkenweise, unten 1 zweitürmige rote Burg und 1 schwebender grüner Dreiberg pfahlweise (citato in KHIF) |
|        | Torriglia o Toria (Villanova d'Asti, Carmagnola) Troncato, al 1° inquartato d'azzurro e d'argento, al toro d'oro, passante sul tutto, al 2° bandato d'argento e d'azzurro Motto: Coelestia semper - Va dritto (citato in SUBL) |
|        | Torriglia (Genova, Roma) banda di azzurro su - leone rampante coronato di oro tenente nella zampa destra un giglio di azzurro tutto su rosso (citato in LEOM) |
|        | Torrini (Lantosca, Nizza) Titolo: conti di Monastero; baroni di Roccasparviera; consignori di Castelnuovo, Fogassieras, Quincinetto D'azzurro, alla torre d'argento, mattonata di nero, sormontata da una stella d'oro Motto: Nec terra satis (citato in SUBL) |
|        | Torrioni (Pistoia) Fasciato ondato d'azzurro e di rosso, al capo d'oro caricato di un crescente montante d'argento (citato in ASFI) |
|        | Torriti (Toscana) (DE) In Blau 1 eintürmige rote Burg mit naturfarbenem Tor und Fenster, oben besetzt mit 1 silbernen Fahne (citato in KHIF) |

### Tors
| Stemma | Casato e blasonatura |
| ------ | --- |
|        | Torsellini (Firenze) Partito d'argento e di rosso, a due spade appuntate in pila dell'uno nell'altro, e alla crocetta posta in capo del secondo nel primo (citato in ASFI) (DE) In silber-rot gespaltenem Feld 2 fächerförmig gestellte gestürzte Schwerter in verwechselten Tinkturen, oben rechts begleitet von 1 silbernen? Tatzenkreuz (citato in KHIF) |
|        | Torsellini delle Ruote (Firenze) D'azzurro, allo scaglione d'oro, accompagnato in capo da una palla di rosso posta in mezzo a due stelle a otto punte d'oro, e in punta da una torre d'argento alias Inquartato: nel 1° e 4° partito d'argento e di rosso, a due spade appuntate in pila dell'uno nell'altro, e alla crocetta posta in capo del secondo nel primo; nel 2°e 3° d'azzurro, allo scaglione d'oro, accompagnato in capo da una palla di rosso posta tra due stelle a sei punte d'oro, e in punta da una torre di rosso, terrazzata di verde e sinistrata da una pecora (?) rampante d'argento (citato in ASFI) |
|        | Torsi (Firenze) D'oro, al leone al naturale, lampassato di rosso, e al capo d'Angiò (citato in ASFI) |
|        | Torsi (Livorno) D'oro, al leone d'azzurro lampassato di rosso, e al capo d'Angiò (citato in ASFI) |
|        | Torsiglieri (Pistoia) 'azzurro, al leone d'oro, lampassato di rosso (citato in ASFI) |

### Tort
| Stemma | Casato e blasonatura |
| ------ | --- |
|        | Torta (L'Aquila, Bari) D'azzurro alla corona di foglie d'oro, ritorta in palo in doppia croce di S. Andrea (citato in DAlena) ramoscello ritorto in palo in doppia croce di Sant'Andrea di oro con 3 foglie dello stesso poste in pergola su azzurro (citato in LEOM) |
|        | Torta D'oro, al leone coronato di rosso, con il capo d'azzurro (citato in SUBL) |
|        | Torti (Pavia) Titolo: consignori di Cisterna d'Asti e Belriguardo D'argento, all'aquila coronata [di nero], carica in petto da uno scudetto di rosso, sovraccaricato di sei bisanti d'oro, ordinati in orlatura (citato in SUBL) |
|        | Torti (Tortona) D'argento, alla croce potenziata, di nero (citato in SUBL) alias Di rosso, al tralcio di vite, decussato tre volte, fogliato di sei pezzi, sostenuto nell'asola di piegatura da un piolo, il tutto d'oro e posto in banda (citato in SUBL) alias Di rosso, al tralcio di vite, decussato, fogliato di sei pezzi, il tutto d'oro e posto in banda (?) (citato in SUBL) |
|        | Torti Alberti (Buriano di Siena, Roma) monte a 3 cime di verde uscente dalla punta sormontato da - un sole raggiante di oro tutto su rosso (citato in LEOM) |
|        | Tortiglioni (Siena) D'argento, alla croce di sant'Andrea doppiomerlata di rosso (citato in ASFI) |
|        | Tortonese o Tardonese o Terdonese (Alba) D'argento, al cavallo di nero, nascente da una nuvola al naturale, con il capo d'oro, carico di un'aquila coronata, di nero, il capo sostenuto da una gemella di nero (citato in SUBL) |
|        | Tortora (Napoli) d'azzurro, a 3 monti di verde, moventi dalla punta; quello di mezzo più alto, cimato da una tortora al naturale; con 3 stelle (6) d'oro nel capo, ordinate in fascia (citato in GUCA pag. 557, e in NBNA) |
|        | Tortora (Molfetta) d'azzurro, a 3 monti di verde moventi dalla punta, quello di mezzo più alto e cimato di una tortora al naturale, sormontata da 3 stelle d'oro di 6 raggi nel capo, ordinate in fascia Motto: Fortiter in re, soaviter in modo |
|        | Tortora (Pagani) d'azzurro, a 3 monti di verde moventi dalla punta, quello di mezzo più alto e cimato di una tortora rivoltata al naturale, sormontata da 3 stelle d'oro di 6 raggi nel capo, ordinate in fascia (presente nel Palazzo Tortora di Pagani) |
|        | Tortora Brayda (Napoli) monte a 3 cime uscente dalla punta sostenente - una tortora (uccello simile alla colomba) di profilo sormontata da - 3 stelle (5 raggi) poste in fascia tutto di argento su azzurro (citato in LEOM) |
|        | Tortorelli (Foggia) (la blasonatura non è stata ancora caricata) (citato in DAlena) |
|        | Tortoreti o Turtureti (Sicilia) d'oro, alla tortora posata al naturale (citato in Mango) |
|        | Tortorici (Bisaquino, Palermo) Titolo: duca di San Nicolò, marchese di Montaperto, barone di Santa Elisabetta, barone di Calamonaci, signore della Terra di Raffadali, signore della terra di Santa Elisabetta d'azzurro al pino sopra un terreno e sostenuto da un leone, con una tortora volante in sbarra verso l'albero, il tutto al naturale, sormontato da un sole d'oro (citato in PRTS) albero di pino su ristretto uscente dalla punta affiancato a destra da - un leone rampante e da una colomba in volo in sbarra tutto al naturale su azzurro - sole raggiante di oro in alto su azzurro (citato in LEOM) |
|        | Tortorici o Tortorici di Vignagrande o Tortorici di Pietraperzia (Palermo, Pietraperzia) Titolo: barone di Vignagrande, Rincione, Villanova, Calamonaci; marchese di Montaperto; duca di S. Nicolò; principe di Raffadali d'azzurro, a 2 tortore affrontate e appollaiate sulla sommità di un noce, il tutto al naturale; il detto noce movente da una campagna troncata: nel 1º scaccato di due file d'argento e di rosso; nel 2º d'argento alla fascia di rosso (citato in GUCA pag. 557, in NBSC) d'azzurro a due tortore appollaiate su di un noce al naturale, su di una campagna troncata: scaccata d'argento e di rosso su due file, sotto alla fascia d'argento e di rosso (citato in PRTS) d'azzurro, a due tortore affrontate, appollaiate sulla sommità di una noce, il tutto al naturale; il noce nodrito sulla campagna troncata; al primo scaccato di due file d'argento e di rosso; al secondo d'argento alla fascia di rosso (citato in Mango e in NBSC) albero di noce su cui sono appollaiate - 2 tortore (uccello simile alla colomba) affrontate tutto al naturale su azzurro - l'albero nodrito sulla campagna troncata di scaccato di rosso e di argento e di argento al filetto in fascia di rosso (citato in LEOM) (Cenno storico in Famiglie nobili di Sicilia (archiviato dall'url originale il 10 agosto 2007).) Ulteriore ragguaglio storico in Famiglie nobili di Sicilia (archiviato dall'url originale il 12 maggio 2009).) |
|        | Tortorici di Villanova (Palermo) Titolo: baroni di Villanova d'azzurro al pino sopra un terreno e sostenuto da un leone, con una tortora volante in sbarra verso l'albero, il tutto al naturale, sormontato da un sole d'oro (citato in PRTS) d'azzurro, al pino d'Italia, nodrito sopra un ristretto di terreno e sostenuto a sinistra da un leone con una tortora volante in sbarra e in basso verso l'albero; il tutto al naturale, sormontato nel punto del capo da un sole d'oro (citato in Mango) |
|        | Tortorini (Empoli) D'azzurro, alla quercia al naturale nodrita sul terreno dello stesso e sostenente sulla chioma due uccelli (tortore) posate e affrontate d'argento (citato in ASFI) |
|        | Tortureti (Sicilia) Titolo: barone del Mojo, Cutomino d'oro, con una tortora al naturale (citato in NBSC) Corona di barone (Cenno storico in Famiglie nobili di Sicilia (archiviato dall'url originale il 9 agosto 2007).) |

### Torv
| Stemma | Casato e blasonatura                                             |
| ------ | ---------------------------------------------------------------- |
|        | Torviana (Pisa) D'azzurro, a tre bande di rosso (citato in ASFI) |

### Tos
| Stemma | Casato e blasonatura |
| ------ | --- |
|        | Tosa (Ovada) D'azzurro, allo scaglione di rosso, accompagnato nel capo da tre stelle di sei raggi d'oro, poste 1, 2 ed in punta da una testa umana d'argento, tosata alla chierica (citato in STOV) |
|        | Toscana (San Giorgio Canavese, Torino) Troncato, al 1° di rosso, al 2° d'argento, a due pali d'azzurro, a spina di pesce, caricati ciascuno di due stelle, d'oro Motto: Dat contrita liquorem (citato in SUBL) |
|        | Toscanelli (Pisa) D'azzurro, alla stella a otto punte d'oro; con il capo cucito d'Angiò (citato in ASFI) stella (8 raggi) di oro su azzurro - capo d'Angiò cucito (citato in LEOM) alias D'azzurro, alla stella a otto punte d'oro; con il capo cucito d'Angiò; il tutto abbassato sotto il capo di Santo Stefano (citato in ASFI) |
|        | Toscanelli (San Miniato) Inquartato: nel 1° di nero, all'aquila dal volo levato d'argento, seminata di crescenti del campo e caricata in cuore di una crocetta di rosso; nel 2° di rosso, alla fascia d'oro accompagnata in capo da una stella a otto punte dello stesso e in punta da una testuggine d'oro sostenuta da un monte di tre cime dello stesso e tenente in bocca una biscia di verde; nel 3° d'azzurro, al toro furioso d'argento tenente un giglio di rosso e sormontato da tre stelle a sei punte d'oro ordinate in capo; nel 4° troncato, a/ d'azzurro, a tre cipressi di verde nodriti sulla troncatura, b/ di nero, a quattro bande d'oro (citato in ASFI)                                                  |
|        | Toscani (Asolo) D'argento alle due fasce nere attraversate da una banda d'oro damascata (citato in DAlena) |
|        | Toscani (Roma) 3 gigli di oro su banda di rosso posti nel senso della banda su - leone rampante di rosso su argento - stella (6 raggi) di rosso in alto a sinistra su argento (citato in LEOM) |
|        | Toscano (Milano) Titolo: conti di Galliate; signori di Barengo D'azzurro, alla colonna d'oro, accostata da due chiavi d'argento, poste in palo, gli ingegni in basso, con il capo d'oro, carico di un'aquila di nero (citato in SUBL) |
|        | Toscano (Cosenza) Titolo: patrizi di Cosenza d'argento al leone di rosso, attraversata da una fascia del medesimo colore, caricata di tre gigli d'oro, il leone mirante una stella dello stesso nel cantone destro (citato in PRTS) alias 3 gigli di oro in palo su fascia di rosso su - leone rampante di rosso su argento - cometa di rosso posta in banda in alto a sinistra su argento (citato in LEOM) |
|        | Toschi (Firenze) D'oro, alla ruota di rosso (citato in ASFI) |
|        | Toschi (Imola, Reggio Emilia, Parma, Torino, Ferrara, Genova) fede di carnagione vestita di rosso recisa accompagnata in basso da - un filetto increspato di oro posto in banda abbassata accompagnato da - 2 stelle (8 raggi) dello stesso poste in palo tutto su azzurro - capo d'Angiò cucito (citato in LEOM) |
|        | Toselli o Tosello (Limone Piemonte) Titolo: consignore di Briga Marittima D'azzurro, a tre spighe di frumento d'oro, nutrite in una mezzaluna d'argento, montante (citato in SUBL e in ARCN) |
|        | Tosetti fasciato-innestato d'argento e di rosso, col capo d'oro, sostenuto (da una riga) di rosso (citato in MONT pag. 126) |
|        | Tosi (Pisa) D'argento, a due scaglioni di rosso (citato in ASFI) |
|        | Tosi (Firenze) D'argento, al castello torricellato di due pezzi al naturale, fondato sulla campagna d'azzurro (citato in ASFI) (DE) In Silber 1 zweitürmige rote Burg, 1 blauen Schildfuß besetzend (citato in KHIF) alias D'argento, al castello torricellato di due pezzi al naturale, fondato sulla campagna di rosso (citato in ASFI) |
|        | Tosi (Firenze) Di rosso, al monte di sei cime di..., sostenente una croce latina di... e, talvolta, quattro rami di rosaio di..., ordinati due per lato e fioriti ciascuno di un pezzo di... (citato in ASFI) |
|        | Tosi (Firenze) D'argento, al cervo saliente al naturale, accostato da due stelle a otto punte d'azzurro (citato in ASFI) (DE) In Silber 1 roter Hirsch, beidseitig begleitet von je 1 achtstrahligen blauen Stern (citato in KHIF) |
|        | Tosi (Milano, Torino) Partito: nel 1° troncato: sopra d'azzurro alla forbice d'argento aperta, sotto d'argento al castello al naturale di due torri merlate, aperte e finestrate di nero, posato su terreno erboso; nel 2° d'azzurro allo scaglione scaccato d'oro e di rosso, accompagnato in capo da due fasci di spighe d'oro sormontate da un sole raggiante d'oro, ed in punta da un fascio di spighe pure d'oro (citato in DAlena) |
|        | Tosi Titolo: Nobili di Sarsina (la blasonatura non è stata ancora caricata) (citato in DAlena) |
|        | Tosi (Cilavegna, Vigevano, Novara) Titolo: nobili D'azzurro, a tre teste umane, al naturale, 2, 1, alternate da tre stelle (6) d'oro, male ordinate (citato in SUBL) |
|        | Tosi (Roma, Jesi, Arezzo) scaglione partito di argento e di rosso su azzurro - 3 stelle (8 raggi) di oro su azzurro in alto poste 1,2 - testa di donna al naturale in maestà verso la punta (citato in LEOM) |
|        | Tosi (Novara) 3 teste umane di profilo al naturale alternate a 3 stelle (8 raggi) di oro poste in cerchio su azzurro (citato in LEOM) |
|        | Tosi (Roma) 3 rose di rosso su fascia di oro su troncato di azzurro e di argento - sole raggiante di oro sull'azzurro - ramo di rosa fiorito di 3 pezzi al naturale uscente dalla punta sormontato da una - colomba in volo dello stesso sull'argento - cavallo rampante di rosso sormontato da - 3 stelle (6 raggi) di azzurro poste 1,2 tutto su argento (citato in LEOM) |
|        | Tosi o Tosi Galilei (Firenze) castello al naturale torricellato di 2 pezzi fondato su campagna di azzurro su argento - scala a 3 pioli di rosso su oro (citato in LEOM) |
|        | Tosi (Cesena) (la blasonatura non è stata ancora caricata) (citato in BLCW) Immagine in Blasone Cesenate. |
|        | Tosia (Ornano) (la blasonatura non è stata ancora caricata) (citato in DAlena) |
|        | Tosighi (Firenze) leone rampante di nero seminato di lune montanti e piene di argento sotto uno scudetto di argento crociato di rosso tutto su oro (citato in LEOM) |
|        | Tosinghi (Firenze) D'oro, al leone di nero seminato di crescenti del campo, e caricato dello scudetto rotondo del Popolo fiorentino (citato in ASFI) alias D'oro, al leone di nero seminato di crescenti del campo e caricato di due crocette potenziate dello stesso, 1.1 (citato in ASFI) alias D'oro, al leone di nero seminato di crescenti del campo e caricato di due crocette potenziate dello stesso, 1.1, accompagnato dallo scudetto del Popolo fiorentino posto nel cantone destro del capo (citato in ASFI) alias D'oro, al leone di nero seminato di crescenti del campo e caricato di due crocette potenziate dello stesso, 1.1, il leone tenente con le branche anteriori un pastorale di.... (citato in ASFI) |
|        | Tosinghi (Toscana) (DE) In Gold 1 rotgezungter und rotbewehrter schwarzer Löwe, bestreut mit liegenden goldenen Halbmonden (citato in KHIF) |
|        | Toso (Genova) Spaccato: nel 1° d'oro, all'aquila di nero, coronata dello stesso; nel 2° di verde allo sgabello d'oro (citato in DAlena) |
|        | Toso (Napoli) (la blasonatura non è stata ancora caricata) (citato in DAlena) |
|        | Tosolati (Pistoia) Troncato d'oro e di nero, al leone dell'uno all'altro (citato in ASFI) |
|        | Tossizza (Lucca) Inquartato: nel 1° d'azzurro, alla piramide d'argento; nel 2° d'oro, alla fenice d'argento sulla sua immortalità di rosso; nel 3° pure d'oro, a due scaglioni divisi nel senso della pezza d'azzurro e d'argento; nel 4° di cielo, all'ancora al naturale accompagnata in punta dal mare dello stesso; e sul tutto alla fascia diminuita attraversante d'oro caricata di un filetto d'azzurro (citato in ASFI) |
|        | Tossizza (Livorno, Parigi) fascia di azzurro bordata di oro su inquartato di azzurro e di oro - piramide al naturale fondata sulla fascia su azzurro - fenice sulla sua immortalità al naturale su oro - 2 scaglioni troncati in scaglione di azzurro e di argento su oro - ancora a 2 marre di nero gomenata di argento posta in banda su paesaggio lacustre su azzurro (citato in LEOM) |
|        | Tosti (Napoli, Roma) Titolo: duca di Valminuta, conte palatino d'azzurro al grifone d'oro linguato di rosso, accompagnato in punta da una stella d'oro, con la banda d'oro attraversata da un'altra banda del campo sovraccaricata da tre plinti (basamenti) d'argento (citato in PRTS) 3 plinti di argento su banda di azzurro bordata di oro su - grifo rampante di oro accompagnato in punta da - una stella (6 raggi) dello stesso tutto su azzurro (citato in LEOM) Motto: Virtute rutilat |

### Tot
| Stemma | Casato e blasonatura |
| ------ | --- |
|        | Toti (Lucca) D'azzurro, alla pianta di verde nodrita su un monte di sei cime d'oro e fiorita di cinque pezzi di rosso (citato in ASFI)                                                           |
|        | Toti (Pistoia) D'argento, al vaso biansato di..., infiammato di rosso, e al capo d'azzurro caricato di una stella a otto punte d'oro (citato in ASFI)                                            |
|        | Totocavallo o Torocavallo (San germano) Trinciato d'azzurro e di rosso, al cavallo d'argento, spaventato (citato in SUBL)                                                                        |
|        | Totti (Pisa) D'oro, all'albero sradicato al naturale, sostenente un'aquila dal volo abbassato di nero (citato in ASFI)                                                                           |
|        | Totti (Pisa) Troncato: nel 1° losangato d'oro e d'azzurro; nel 2° d'azzurro, a due stelle a otto punte affiancate d'oro; e alla fascia diminuita d'oro passata sulla troncatura (citato in ASFI) |
|        | Totti (Pisa) D'argento, allo scaglione rovesciato di rosso (citato in ASFI) |
|        | Totti (Firenze) Di..., alla banda diminuita di..., accostata da sei stelle a otto punte di..., ordinate tre per lato (citato in ASFI)                                                            |
|        | Totulo (Venezia) scaglionato di 4 pezzi di azzurro e di rosso (citato in LEOM) |

### Tou
| Stemma | Casato e blasonatura |
| ------ | --- |
|        | Touffani (Sassari) castello di rosso a 2 torri cimato tra le torri da - un grifo rampante di nero tutto sull'argento del troncato di argento e di oro - 3 fasce doppiodentate di rosso sull'oro (citato in LEOM)                                                                                           |
|        | Tournon (Crescentino, Torino, Roma) Titolo: conti Inquartato in decusse, al 1° d'argento, all'aquila coronata, di nero, al 2° e 3° d'argento, a tre pali d'azzurro, al 4° d'argento, alla torre di due palchi, di rosso, aperta e mattonata di nero Motto: Volucris ala, fundamine turris (citato in SUBL) |
|        | Tournon (Vercelli) inquartato in croce di Sant'Andrea di argento - nel 1° aquila coronata di nero - nel 4° torre a 2 palchi di rosso uscente dalla punta - nel 2° e 3° 3 pali di azzurro (citato in LEOM)                                                                                                  |

### Toz
| Stemma | Casato e blasonatura |
| ------ | --- |
|        | Tozzelli (Toscana) (DE) In Blau 3 waagerecht gelegte silberne Fische pfahlweise (citato in KHIF) |
|        | Tozzelli o Tozzelli del Lion Nero (Toscana) (DE) In Blau 3 waagerecht gelegte goldene Fische pfahlweise (citato in KHIF) |
|        | Tozzetti del Lion d'Oro (Firenze) D'oro, al destrocherio di carnagione, armato al naturale, impugnante tre chiodi dello stesso (citato in ASFI) |
|        | Tozzi (Firenze) D'oro, all'orso levato al naturale, e alla banda diminuita attraversante di rosso (citato in ASFI) |
|        | Tozzi (Toscana) (DE) In Blau 1 silberner Löwe, überdeckt von 1 roten, der Figur nach mit 3 silbernen Kneifzangen belegten Schrägbalken (citato in KHIF) |
|        | Tozzi o Tozzi del Lion Nero (Toscana) (DE) In Gold 1 silberner Löwe, überdeckt von 1 roten Schrägbalken (citato in KHIF) |
|        | Tozzi o Tozzi del Leon d'Oro (Toscana) (DE) In Blau 1 goldener Löwe, überdeckt von 1 roten Balken (citato in KHIF) |
|        | Tozzi Condivi (Ripatransone, Alessandria d'Egitto, San Benedetto del Tronto, Ascoli Piceno) cane rampante di argento tenente con le zampe anteriori un tozzo di pane al naturale posto su monte a 3 cime di oro uscente dalla punta su azzurro - 3 stelle (6 raggi) di oro poste 1,2 in alto su azzurro - ara di oro infiammata di rosso sulla quale è immolato un agnello di argento - cometa posta in banda di oro in alto su azzurro tutto sormontato da - una fascia di rosso caricata da una luna montante di argento affiancata da - 2 stelle (6 raggi) di oro (citato in LEOM) |
|        | Tozzi del Lion d'Oro (Toscana, Campania, Emilia Romagna) D’azzurro, al leone d’oro e alla banda diminuita attraversante di rosso; al secondo, di rosso, alle due chiavi di San Pietro decussate, una d’oro e una d’argento, legate da un cordone d’azzurro. (citato in ASFI) |
|        | Tozzini (Firenze) Di..., a tre succhielli di..., 2.1 (citato in ASFI) |
|        | Tozzoli (Siena) Di..., a sei gigli di..., 3.2.1 alias Di..., a dieci gigli di..., 4.3.2.1 (citato in ASFI) |
|        | Tozzoni o Tozoni di rosso, al cervo rampante d'argento, ramoso di otto corna, col capo cucito di Francia (citato in MONT pag. 152) |
|        | Tozzoni (Cesena) (la blasonatura non è stata ancora caricata) (citato in BLCW) Immagine in Blasone Cesenate. |
|        | Tozzoni (Firenze) cerva rampante (femmina del cervo) di argento su rosso - capo d'Angiò (citato in LEOM) |